# Системная психофизиология
Системная психофизиология — раздел психофизиологии, занимающийся изучением психической деятельности на уровне целостных функциональных систем организма.
Задачей системной психофизиологии является изучение закономерностей формирования и реализации систем, составляющих индивидуальный опыт, а также выяснение динамики межсистемных отношений в поведении и деятельности. С позиций этого подхода психофизиологическая проблема решается в рамках нейтрального монизма — «психическое» и «физиологическое» рассматриваются как различные аспекты описания единых общеорганизменных системных процессов. При этом психическое и физиологическое сопоставляются через системные процессы, организующие элементарные механизмы в «общеорганизменную» функциональную систему.
В России системная психофизиология включена в Государственный образовательный стандарт высшего профессионального образования (2000, с. 17), в официальную федеральную программу психологического образования (2001 г.) и представлена в учебниках «Основы психофизиологии» и «Психофизиология», рекомендованных Министерством общего и профессионального образования РФ в качестве учебника для студентов высших учебных заведений, обучающихся по специальностям «Психология» и «Клиническая психология».

## Основные теории

### Теория функциональных систем
В современной российской науке системная психофизиология в первую очередь занимается развитием Теории функциональных систем (ТФС), предложенной П. К. Анохиным. Основателем научной школы системной психофизиологии считается один из ближайших учеников П. К. Анохина — Вячеслав Борисович Швырков. На базе Института психологии РАН работает лаборатория психофизиологии им. В. Б. Швыркова (заведующий — профессор Ю. И. Александров).
С точки зрения системной психофизиологии любой психический или поведенческий акт реализуется функциональной структурой, состоящей из ряда элементов, распределённых по всему организму и действующих совместно для достижения определённого адаптивного результата. Адаптивный результат, в свою очередь, понимается как полезный приспособительный эффект в контексте соотношения организма и внешней среды. В рамках системной психофизиологии развиваются теоретические конструкты и следствия ТФС, а также исследуются нейрофизиологические основы системной организации поведения: механизмы образования функциональных систем в мозге, динамика их взаимоотношений, механизмы памяти нейронных групп и др.

### Нейродарвинизм
Среди крупных теоретических представлений зарубежной науки к области системной психофизиологии можно отнести теорию группового отбора нейронов, или нейродарвинизм. Данная концепция была впервые представлена Джеральдом Эдельманом в 1978 году. Согласно данной теории в мозге непрерывно происходит процесс эволюционного обновления и конкуренции различных групп нейронов. Понимание физиологических процессов, происходящих в мозге, как эволюционной селекции, естественного отбора определённых нейронных ансамблей[что?]. Межвидовая борьба популяций в контексте нейронального дарвинизма выступает аналогией борьбы групп нейронов за удовлетворение индивидуальных метаболических потребностей клеток, образующих эти группы (системы). Общим знаменателем этих процессов оказываются эволюционные механизмы естественного отбора. Таким образом, представление об участии эволюционной селекции в развитии нервной ткани позволяет поместить узкоспециальные разработки нейрофизиологии в структуру общебиологических представлений более высокого порядка, обогащая, тем самым, общее понимание процессов, происходящих в нервной системе.